# قائمة إصدارات الطوابع البريدية في أم القيوين (1968)
أدارت المملكة المتحدة العلاقات الخارجية لإمارات الساحل المتصالح نتيجة لمعاهدة «الاتفاقية الحصرية» لعام 1892، بما في ذلك إدارة البريد والبرق - حيث تكن هذه الإمارات منتمية للاتحاد البريدي العالمي. افتتحت حكومة الهند أول مكتب بريد في دبي في عام 1941. وفي عام 1948، وتولت إدارته وتشغيله الوكالات البريدية البريطانية في شرق شبه الجزيرة العربية، وهي شركة تابعة لمكتب البريد العام. كانت الطوابع في ذلك الوقت عبارة عن طوابع بريطانية مقابل رسوم إضافية بقيمة الروبية، حتى عام 1959، حيث أصدرت مجموعة من طوابع بريدية تحمل اسم «الإمارات المتصالحة» من دبي.
الكثير من الطوابع التي أصدرت في إمارة أم القيوين تصنف ضمن طوابع الكثبان الرملية. طبعت هذه الطوابع بكثرة في الستينيات وأوائل السبعينيات من القرن الماضي، وتكاد تكون عديمة القيمة اليوم.
وجد فينبار كيني وهو رجل أعمال أمريكي ومن هواة جمع الطوابع الفرصة لإنشاء عدد من الإصدارات من الطوابع التي تستهدف سوق جامعي الطوابع المربح. وقد أبرم في عام 1964 اتفاقات مع إمارات الخليج العربي لإصدار طوابع، ومن بينها إمارة أم القيوين. حملت هذه الطوابع مصورا ذات ألوان وأشكال صارخة وليس لها صلة فعلية بالإمارات.
كان بيع الطوابع البريدية لفترة قصيرة تجارة مربحة للإمارات، حيث كان لمعظم الإمارات القليل من مصادر الدخل، باستثناء إمارة أبو ظبي، التي توفر فيها إنتاج النفط منذ عام 1965. ومع ذلك، انخفضت الإيرادات التي تصل إلى 70 ألف جنيه إسترليني للإمارات الأفقر إلى 30 ألف جنيه إسترليني مع التشبع الحتمي للسوق. شكل بيع الطوابع بحلول عام 1966 المصدر الرئيسي لدخل الإمارات المتصالحة الشمالية.
أدى انتشارها في النهاية إلى تقليل قيمتها، ولهذا السبب، فإن العديد من الكتالوجات الشعبية اليوم لا تدرجها حتى.
اتهم فينبار كيني بالتورط في قضية رشوة في الولايات المتحدة بسبب تعاملاته مع حكومة جزر كوك. انتهت ترتيبات فينبار كيني عندما توحدت الإمارات العربية المتحدة في ديسمبر 1971.
في عام 1963، تنازلت المملكة المتحدة عن مسؤوليتها عن الأنظمة البريدية في الإمارات المتصالحة إلى حكام الإمارات المتصالحة. لذا أصدرت إمارة أم القيوين أول طوابعها البريدية في سنة 1964.

## إصدارات عام 1968
هذه قائمة الطوابع:

### إصدار الطيور الجارحة
وقد ضم 8 طوابع.
| # | تاريخ الإصدار | الوصف                                          | صورة الإصدار المخرم | صورة الإصدار غير المخرم | صورة صحيفة الطوابع المخرمة | صورة الورقة الكاملة (غير مخرمة) | القيمة         | الأبعاد     |
| - | ------------- | ---------------------------------------------- | ------------------- | ----------------------- | -------------------------- | ------------------------------- | -------------- | ----------- |
| 1 | 1968-02-20    | طابع بريدي تظهر فيه صورة طائر السنقر.          |                     |                         |                            |                                 | 15 درهما       | 38 * 51 ملم |
| 2 | 1968-02-20    | طابع بريدي تظهر فيه صورة طائر السقاوة الموشحة. |                     |                         |                            |                                 | 25 درهما       | 38 * 51 ملم |
| 3 | 1968-02-20    | طابع بريدي تظهر فيه صورة باز أحمر الذيل.       |                     |                         |                            |                                 | 50 درهما       | 38 * 51 ملم |
| 4 | 1968-02-20    | طابع بريدي تظهر فيه صورة طائر الشاهين.         |                     |                         |                            |                                 | 75 درهما       | 38 * 51 ملم |
| 5 | 1968-02-20    | طابع بريدي تظهر فيه صورة طائر الصقر الحديدي.   |                     |                         |                            |                                 | ريال واحد      | 38 * 51 ملم |
| 6 | 1968-02-20    | طابع بريدي تظهر فيه صورة طائر الصقر الحديدي.   |                     |                         |                            |                                 | ريال ونصف ريال | 38 * 51 ملم |
| 7 | 1968-02-20    | طابع بريدي تظهر فيه صورة طائر السنقر.          |                     |                         |                            |                                 | 3 ريالات       | 38 * 51 ملم |
| 8 | 1968-02-20    | طابع بريدي تظهر فيه صورة طائر السقاوة الموشحة. |                     |                         |                            |                                 | 5 ريالات       | 38 * 51 ملم |

### إصدار الألعاب الأولمبية الشتوية 1968
أصدرت 8 طوابع وبطاقة تذكارية واحدة لمناسبة دورة الألعاب الأولمبية الشتوية في مدينة غرونوبل الفرنسية عام 1968.
| # | تاريخ الإصدار | الوصف                                                              | صورة الإصدار المخرم | صورة الإصدار غير المخرم | صورة أخرى للطابع | القيمة         | الأبعاد                 |
| - | ------------- | ------------------------------------------------------------------ | ------------------- | ----------------------- | ---------------- | -------------- | ----------------------- |
| 1 | 1968-03-18    | طابع تظهر فيه صورة رياضي يمارس رياضة القفز التزلجي.                |                     |                         |                  | 10 دراهم       | 39 * 52 ملم 73 * 84 ملم |
| 2 | 1968-03-18    | طابع تظهر فيه صورة رياضي على مزلجة سباق.                           |                     |                         |                  | 25 درهما       | 39 * 52 ملم             |
| 3 | 1968-03-18    | طابع تظهر فيه صورة رياضي يمارس رياضة التزلج السريع.                |                     |                         |                  | 75 درهما       | 73 * 84 ملم 39 * 52 ملم |
| 4 | 1968-03-18    | طابع تظهر فيه صورة رياضية تمارس رياضة التزلج الفني على الجليد.     |                     |                         |                  | ريال واحد      | 39 * 52 ملم 73 * 84 ملم |
| 5 | 1968-03-18    | طابع تظهر فيه صورة رياضي يمارس رياضة هوكي الجليد.                  |                     |                         |                  | ريال ونصف ريال | 39 * 52 ملم             |
| 6 | 1968-03-18    | طابع تظهر فيه صورة رياضيين على مزلجة سباق.                         |                     |                         |                  | ريالان         | 73 * 84 ملم 39 * 52 ملم |
| 7 | 1968-03-18    | طابع تظهر فيه صورة رياضي يمارس رياضة التزلج الريفي.                |                     |                         |                  | 3 ريالات       | 39 * 52 ملم 73 * 84 ملم |
| 8 | 1968-03-18    | طابع تظهر فيه صورة رياضي يمارس رياضة التزلج على المنحدرات الثلجية. |                     |                         |                  | 5 ريالات       | غير معروف               |

وأُصدرت بطاقة بريدية تحتوي على طابعين:

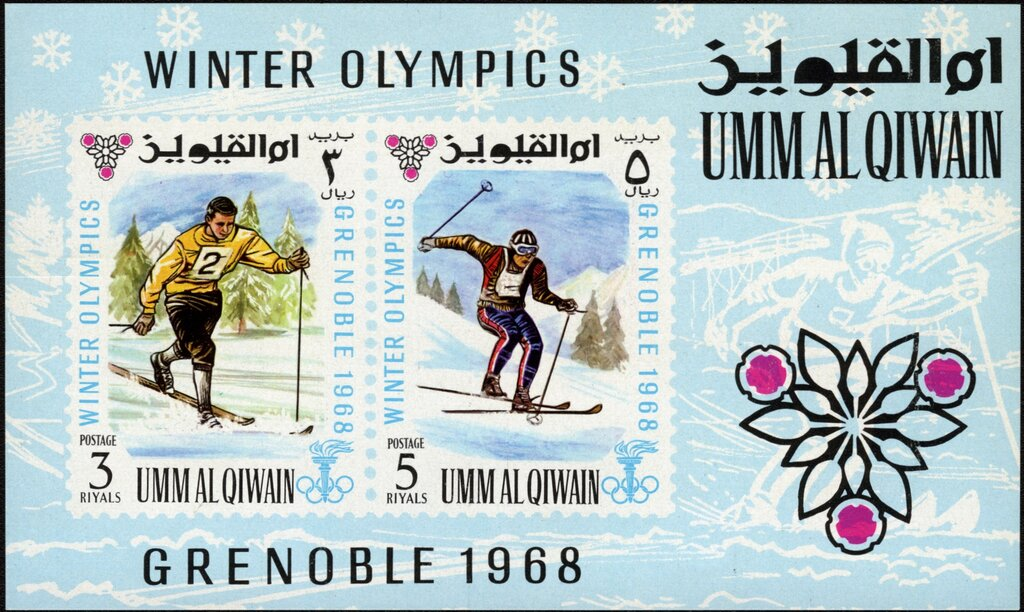
بطاقة بريدية تحتوي على طابعين

### إصدار لوحات النساء
وقد ضم 6 طوابع.
| # | تاريخ الإصدار | الوصف                                                         | صورة الإصدار المخرم | صورة صحيفة الطوابع المخرمة | القيمة             | الأبعاد     |
| - | ------------- | ------------------------------------------------------------- | ------------------- | -------------------------- | ------------------ | ----------- |
| 1 | 1968-07-20    | طابع تظهر فيه لوحة فتاة صغيرة للرسام الهولندي بيتروس كريستوس. |                     |                            | 25 درهما           | 37 * 55 ملم |
| 2 | 1968-07-20    | طابع تظهر فيه لوحة للرسام الهولندي خيرارد دافيد.              |                     |                            | 50 درهما           | 37 * 55 ملم |
| 3 | 1968-07-20    | طابع تظهر فيه لوحة للرسام الهولندي جيرارد تير بورش.           |                     |                            | 75 درهما           | 37 * 55 ملم |
| 4 | 1968-07-20    | طابع تظهر فيه لوحة للرسام الهولندي نيقولاس ماس.               |                     |                            | ريال واحد          | 37 * 55 ملم |
| 5 | 1968-07-20    | طابع تظهر فيه لوحة للرسام الهولندي أنطوان واتو.               |                     |                            | ريال ونصف الريال   | 37 * 55 ملم |
| 6 | 1968-07-20    | طابع تظهر فيه لوحة للرسام الفرنسي غوستاف كوربيه.              |                     |                            | ريالان ونصف الريال | 37 * 55 ملم |

### إصدار لوحات الرجال
وقد ضم 5 طوابع.
| # | تاريخ الإصدار | الوصف | صورة الإصدار المخرم | صورة صحيفة الطوابع المخرمة | القيمة    | الأبعاد     |
| - | ------------- | --- | ------------------- | -------------------------- | --------- | ----------- |
| 1 | 1968-07-20    | طابع تظهر فيه لوحة بورترية رجل يرتدي عمامة حمراء للرسام الهولندي يان فان إيك.                                         |                     |                            | ريال واحد | 37 * 55 ملم |
| 2 | 1968-07-20    | طابع تظهر فيه لوحة للرسام الإيطالي أنطونيلو دا مسينا.                                                                 |                     |                            | ريالان    | 37 * 55 ملم |
| 3 | 1968-07-20    | طابع تظهر فيه بورتريه ذاتي للرسام الألماني آلبرخت دورر.                                                               |                     |                            | 3 ريالات  | 37 * 55 ملم |
| 4 | 1968-07-20    | طابع تظهر فيه لوحة فيها صورة لعضو مجلس اللوردات وأحد حكام جبل طارق جورج أوغسطس إليوت للرسام الإنجليزي جوشوا راينولدس. |                     |                            | 4 ريالات  | 37 * 55 ملم |
| 5 | 1968-07-20    | طابع تظهر فيه لوحة للرسام الفرنسي جان باتيست إيسابي.                                                                  |                     |                            | 5 ريالات  | 37 * 55 ملم |

### إصدار الألعاب الأولمبية الصيفية
أصدرت عام 1968 لمناسبة دورة الألعاب الأولمبية الصيفية مدينة مكسيكو عاصمة المكسيك، وهي في الأصل توشيح لأربع طوابع أصدرت عام 1964 لمناسبة دورة الألعاب الأولمبية الصيفية طوكيو عاصمة اليابان.
| # | تاريخ الإصدار | الوصف                                                       | صورة الإصدار المخرم | صورة الإصدار غير المخرم | القيمة           | الأبعاد     |
| - | ------------- | ----------------------------------------------------------- | ------------------- | ----------------------- | ---------------- | ----------- |
| 1 | 1968-08-29    | طابع تظهر فيه صورة قاعة السباحة في طوكيو.                   |                     |                         | ريال ونصف الريال | 53 * 32 ملم |
| 2 | 1968-08-29    | طابع تظهر فيه صورة ملعب رياضي في طوكيو.                     |                     |                         | ريالان           | 53 * 32 ملم |
| 3 | 1968-08-29    | طابع تظهر فيه صورة مدخل ملعب رياضي في طوكيو.                |                     |                         | 4 ريالات         | 53 * 32 ملم |
| 4 | 1968-08-29    | طابع يظهر فيه تمثال رامي القرص لمايرون مع صورة جزء من ملعب. |                     |                         | 5 ريالات         | 53 * 32 ملم |

ثم وشحت ثلاث من طوابع إصدار الألعاب الأولمبية الشتوية لمناسبة هذه البطولة أيضا:
| # | تاريخ الإصدار | الوصف                                                              | صورة الإصدار المخرم | صورة الإصدار غير المخرم | القيمة           | الأبعاد     |
| - | ------------- | ------------------------------------------------------------------ | ------------------- | ----------------------- | ---------------- | ----------- |
| 1 | 1968-08-29    | طابع تظهر فيه صورة رياضي يمارس رياضة هوكي الجليد.                  |                     |                         | ريال ونصف الريال | 39 * 52 ملم |
| 2 | 1968-08-29    | طابع تظهر فيه صورة رياضيين على مزلجة سباق.                         |                     |                         | ريالان           | 39 * 52 ملم |
| 3 | 1968-08-29    | طابع تظهر فيه صورة رياضي يمارس رياضة التزلج على المنحدرات الثلجية. |                     |                         | 5 ريالات         | 39 * 52 ملم |

وأُصدرت بطاقة بريدية تحتوي على طابعين موشحين:

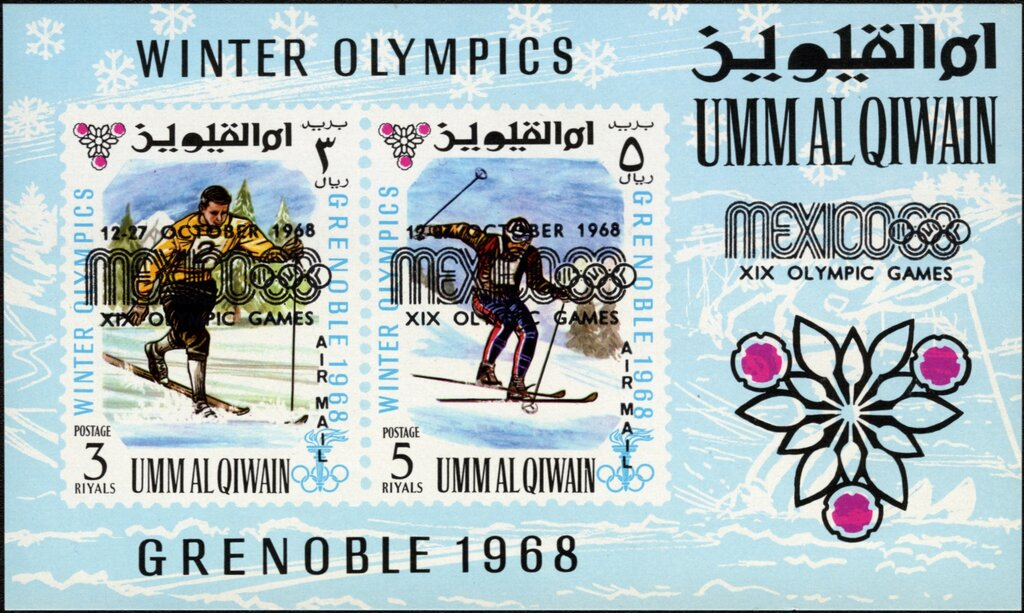
بطاقة بريدية تحتوي على طابعين موشحين

### إصدار جون كينيدي
وشحت ثلاث من طوابع إصدار جون كينيدي لعام 1965، وأصدرت كما يلي:
| # | تاريخ الإصدار | الوصف                                                                                         | صورة الإصدار المخرم | صورة الإصدار غير المخرم | القيمة               | الأبعاد     |
| - | ------------- | --------------------------------------------------------------------------------------------- | ------------------- | ----------------------- | -------------------- | ----------- |
| 1 | 1968-09-12    | طابع تظهر فيه صورة عائلة كينيدي في كاتدرائية القديس متى الرسول.                               |                     |                         | 3 ريالات             | 38 * 56 ملم |
| 2 | 1968-09-12    | طابع تظهر فيه صورة حرس الشرف في مقبرة أرلينغتون الوطنية يأخذون تحية لجنازة الرئيس جون كينيدي. |                     |                         | 5 ريالات             | 38 * 56 ملم |
| 3 | 1968-09-12    | طابع تظهر فيه صورة شخصية للرئيس جون كينيدي (1917-1963).                                       |                     |                         | 7 ريالات ونصف الريال | 38 * 56 ملم |

### إصدار الألعاب الأولمبية الصيفية (البريد الجوي)
وقد ضم 9 طوابع مع بطاقة.
| # | تاريخ الإصدار | الوصف                                          | صورة الإصدار المخرم | صورة الإصدار غير المخرم | القيمة             | الأبعاد     |
| - | ------------- | ---------------------------------------------- | ------------------- | ----------------------- | ------------------ | ----------- |
| 1 | 1968-09-25    | طابع تظهر فيه صورة رياضي يرمي الرمح.           |                     |                         | 10 دراهم           | 37 * 37 ملم |
| 2 | 1968-09-25    | طابع تظهر فيه صورة رياضة ركض المسافات الطويلة. |                     |                         | 25 درهما           | 37 * 37 ملم |
| 3 | 1968-09-25    | طابع تظهر فيه صورة رياضة كرة السلة.            |                     |                         | 50 درهما           | 37 * 37 ملم |
| 4 | 1968-09-25    | طابع تظهر فيه صورة رياضة رمي الجلة.            |                     |                         | ريال واحد          | 37 * 37 ملم |
| 5 | 1968-09-25    | طابع تظهر فيه صورة رياضة سباق الحواجز.         |                     |                         | ريالان             | 37 * 37 ملم |
| 6 | 1968-09-25    | طابع تظهر فيه صورة رياضة ركض المسافات الطويلة. |                     |                         | ريالان ونصف الريال | 43 * 43 ملم |
| 7 | 1968-09-25    | طابع تظهر فيه صورة رياضة كرة السلة.            |                     |                         | 3 ريالات           | 43 * 43 ملم |
| 8 | 1968-09-25    | طابع تظهر فيه صورة رياضة رمي الجلة.            |                     |                         | 4 ريالات           | 43 * 43 ملم |
| 9 | 1968-09-25    | طابع تظهر فيه صورة رياضة سباق الحواجز.         |                     |                         | 5 ريالات           | 43 * 43 ملم |

وأُصدرت بطاقة بريدية تحتوي على طوابع مخرمة وأخرى تحتوي على طوابع غير مخرمة:

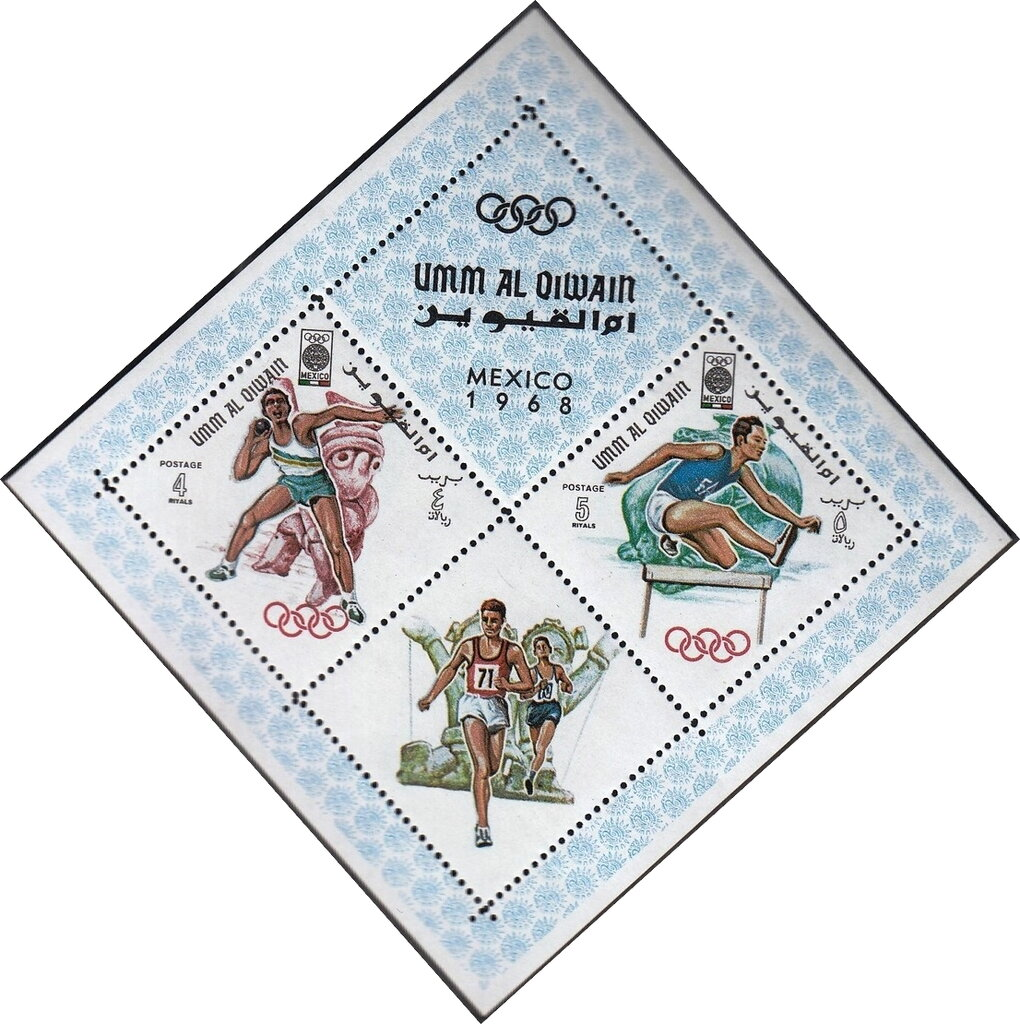
بطاقة بريدية تحتوي على ثلاثة طوابع مخرمة
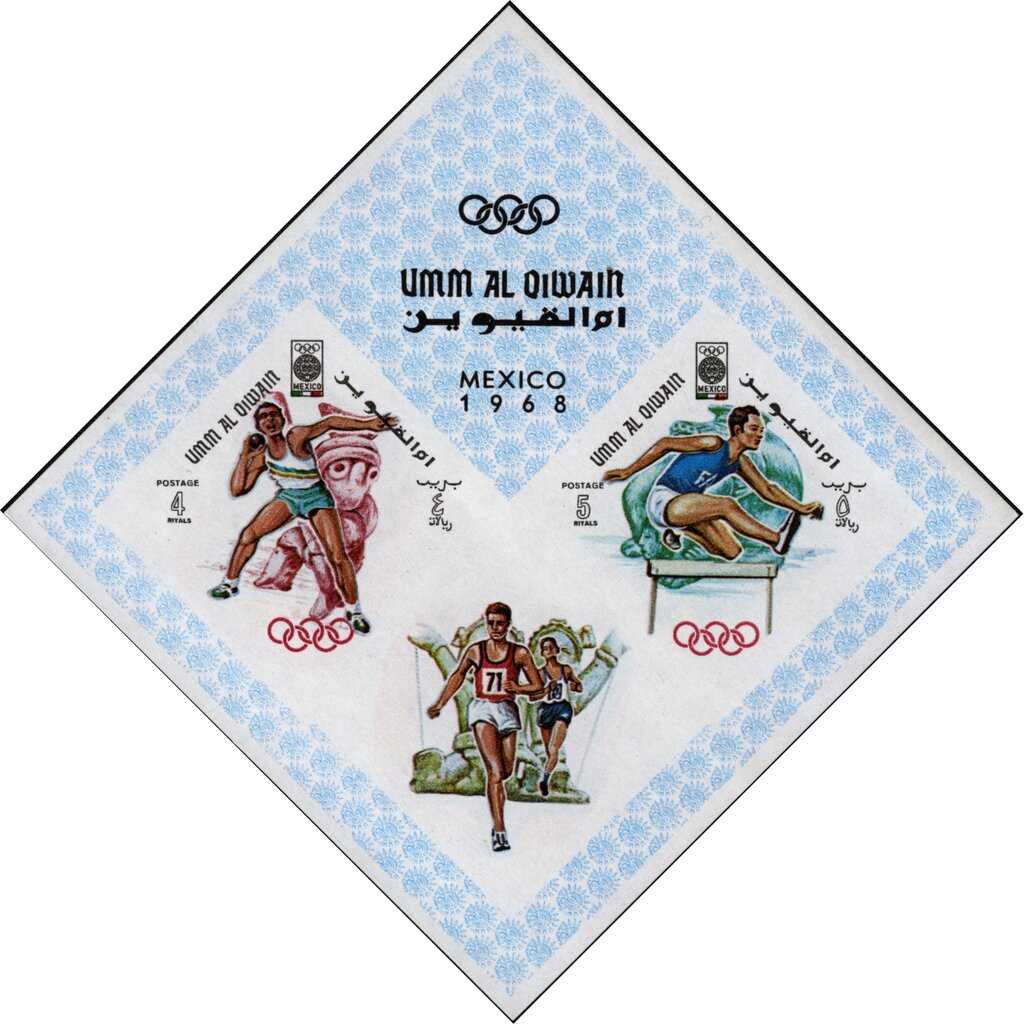
بطاقة بريدية تحتوي على ثلاثة طوابع غير مخرمة

### إصدار اللوحات الفنية (البريد الجوي)
وقد ضم 5 طوابع.
| # | تاريخ الإصدار | الوصف                                                             | صورة الإصدار المخرم | صورة صحيفة الطوابع المخرمة | القيمة           | الأبعاد       |
| - | ------------- | ----------------------------------------------------------------- | ------------------- | -------------------------- | ---------------- | ------------- |
| 1 | 1968-10-17    | طابع تظهر فيه لوحة فنية للرسام الفرنسي بول سيزان.                 |                     |                            | 25 درهما         | 57 * 33.5 ملم |
| 2 | 1968-10-17    | طابع تظهر فيه لوحة فنية للرسام الإيطالي أيفانستو باسكينيز.        |                     |                            | 50 درهما         | 55 * 37 ملم   |
| 3 | 1968-10-17    | طابع تظهر فيه لوحة فنية للرسام الإيطالي كارافاجيو.                |                     |                            | ريال واحد        | 57 * 35 ملم   |
| 4 | 1968-10-17    | طابع تظهر فيه لوحة فنية للرسام الإسباني فرانسيسكو دي زورباران.    |                     |                            | ريال ونصف الريال | 57 * 33.5 ملم |
| 5 | 1968-10-17    | طابع تظهر فيه لوحة فنية للرسام الفرنسي جان بابتيست سيميون شاردان. |                     |                            | ريالان           | 57 * 33.5 ملم |

### إصدار اللوحات الزهور (البريد الجوي)
وقد ضم 5 طوابع.
| # | تاريخ الإصدار | الوصف                                                     | صورة الإصدار المخرم | صورة صحيفة الطوابع المخرمة | القيمة               | الأبعاد     |
| - | ------------- | --------------------------------------------------------- | ------------------- | -------------------------- | -------------------- | ----------- |
| 1 | 1968-10-17    | طابع تظهر فيه لوحة فنية للرسام الفرنسي صوفي رينوير.       |                     |                            | ريال وربع الريال     | 34 * 57 ملم |
| 2 | 1968-10-17    | طابع تظهر فيه لوحة فنية للرسام الهولندي فينسنت فان خوخ.   |                     |                            | ريالان ونصف الريال   | 34 * 57 ملم |
| 3 | 1968-10-17    | طابع تظهر فيه لوحة فنية للرسام الهولندي يان بروخل الأكبر. |                     |                            | 3 ريالات             | 34 * 57 ملم |
| 4 | 1968-10-17    | طابع تظهر فيه لوحة فنية للرسام الفرنسي هنري ماتيس.        |                     |                            | 3 ريالات ونصف الريال | غير معروف   |
| 5 | 1968-10-17    | طابع تظهر فيه لوحة فنية للرسام الفرنسي إدوارد مانيه.      |                     |                            | 5 ريالات             | 34 * 57 ملم |

### إصدار ميداليات الألعاب الأولمبية الصيفية
وقد ضم 9 طوابع مع بطاقة.
| #  | تاريخ الإصدار | الوصف | صورة الإصدار المخرم | صورة الإصدار غير المخرم | القيمة             | الأبعاد     |
| -- | ------------- | --- | ------------------- | ----------------------- | ------------------ | ----------- |
| 1  | 1968-11-14    | طابع تظهر فيه صورة رياضي يرمي الرمح مُوشّح بعبارة "GOLD MEDAL WINNER / JANIS LUSIS - USSR / JAVELIN THROW".                  |                     |                         | 10 دراهم           | 37 * 37 ملم |
| 2  | 1968-11-14    | طابع تظهر فيه صورة رياضة ركض المسافات الطويلة مُوشّح بعبارة "GOLD MEDAL WINNER / RALPH DOUBILL - AUSTRALIA / 800-METER RUN". |                     |                         | 25 درهما           | 37 * 37 ملم |
| 3  | 1968-11-14    | طابع تظهر فيه صورة رياضة كرة السلة مُوشّح بعبارة "GOLD MEDAL WINNER / UNITED STATES TEAM / BASKETBALL".                      |                     |                         | 50 درهما           | 37 * 37 ملم |
| 4  | 1968-11-14    | طابع تظهر فيه صورة رياضة رمي الجلة مُوشّح بعبارة "GOLD MEDAL WINNER / RANDY MATSON - USA / SHOT-PUT".                        |                     |                         | ريال واحد          | 37 * 37 ملم |
| 5  | 1968-11-14    | طابع تظهر فيه صورة رياضة سباق الحواجز مُوشّح بعبارة "GOLD MEDAL WINNER / DAVID HEMERY - GREAT BRITAIN / 400-METER HURDLES".  |                     |                         | ريالان             | 37 * 37 ملم |
| 6  | 1968-11-14    | طابع تظهر فيه صورة رياضة ركض المسافات الطويلة مُوشّح بعبارة "GOLD MEDAL WINNER / NAFTALI TEMU - KENYA / 10,000-METER RUN".   |                     |                         | ريالان ونصف الريال | 43 * 43 ملم |
| 7  | 1968-11-14    | طابع تظهر فيه صورة رياضة كرة السلة مُوشّح بعبارة "GOLD MEDAL WINNER / UNITED STATES TEAM / BASKETBALL".                      |                     |                         | 3 ريالات           | 43 * 43 ملم |
| 8  | 1968-11-14    | طابع تظهر فيه صورة رياضة رمي الجلة مُوشّح بعبارة "GOLD MEDAL WINNER / BILL THOMEY - USA / DECATHLON".                        |                     |                         | 4 ريالات           | 43 * 43 ملم |
| 9  | 1968-11-14    | طابع تظهر فيه صورة رياضة سباق الحواجز مُوشّح بعبارة "GOLD MEDAL WINNER / WILLIE DAVENPORT - USA / 110-METER HIGH HURDLES".   |                     |                         | 5 ريالات           | 43 * 43 ملم |
| 10 | 1968-11-14    | طابع تظهر فيه صورة رياضة رمي الجلة مُوشّح بعبارة "GOLD MEDAL WINNER / BILL THOMEY - USA / DECATHLON".                        |                     |                         | 4 ريالات           | 43 * 43 ملم |
| 11 | 1968-11-14    | طابع تظهر فيه صورة رياضة سباق الحواجز مُوشّح بعبارة "GOLD MEDAL WINNER / DAVID HEMERY - GREAT BRITAIN / 400-METER HURDLES".  |                     |                         | 5 ريالات           | 43 * 43 ملم |

وأُصدرت بطاقة بريدية تحتوي على طوابع مخرمة وأخرى تحتوي على طوابع غير مخرمة:

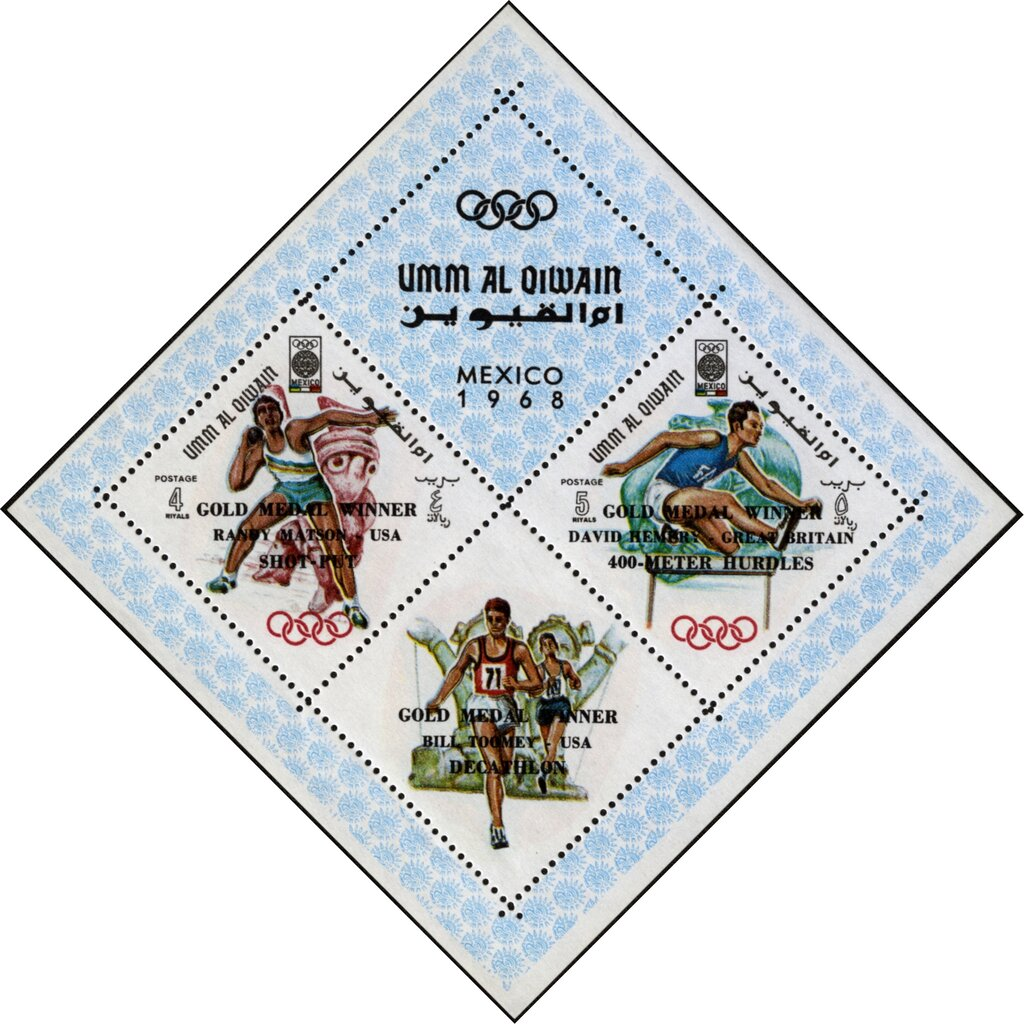
بطاقة بريدية تحتوي على ثلاثة طوابع مخرمة
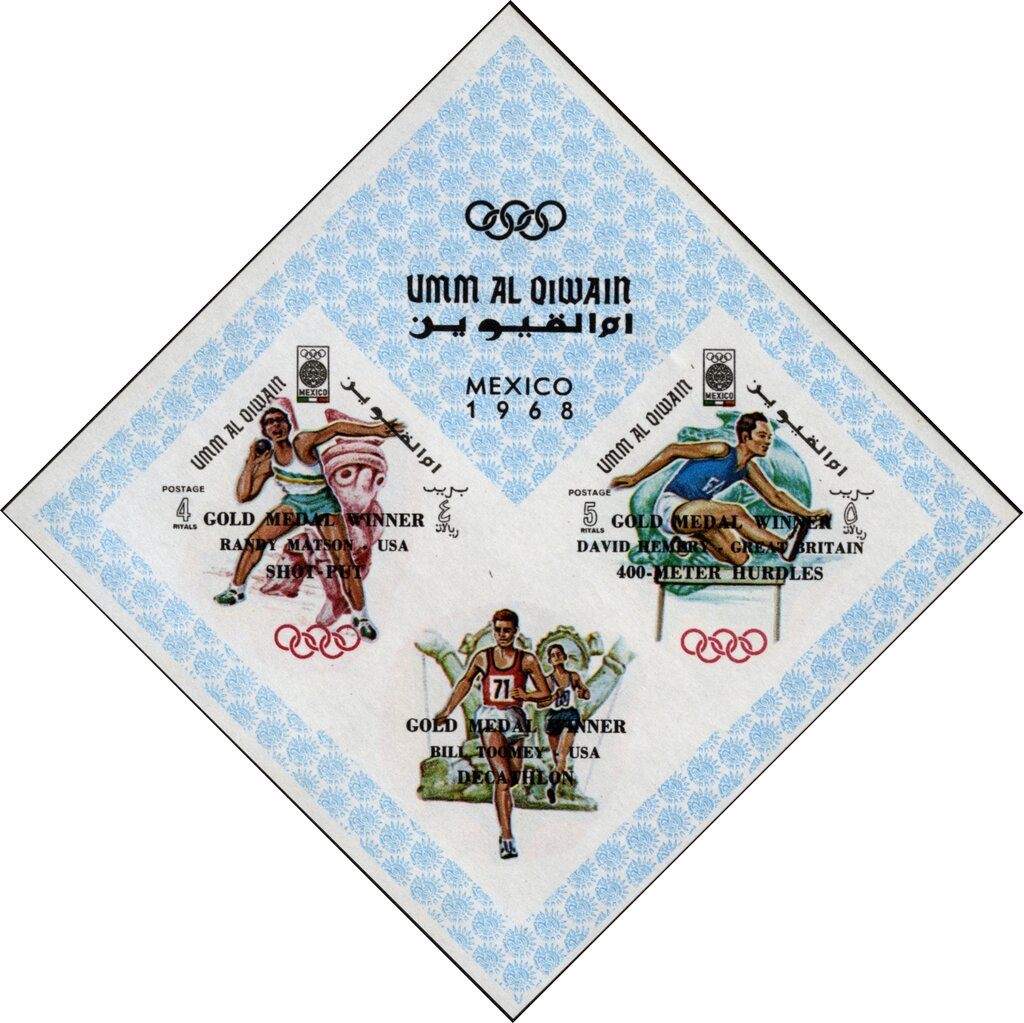
بطاقة بريدية تحتوي على ثلاثة طوابع غير مخرمة

### إصدار تاريخ الطيران
وقد ضم 5 طوابع مخصصة للبريد العادي و4 للبريد الجوي.
| # | تاريخ الإصدار | الوصف                                                           | صورة الإصدار المخرم | صورة الإصدار غير المخرم | صورة صحيفة الطوابع المخرمة | القيمة             | الأبعاد     |
| - | ------------- | --------------------------------------------------------------- | ------------------- | ----------------------- | -------------------------- | ------------------ | ----------- |
| 1 | 1968-12-21    | طابع تظهر فيه صورة لطائرة بلايريو آيروناتيك الفرنسية.           |                     |                         |                            | 25 درهما           | 60 * 29 ملم |
| 2 | 1968-12-21    | طابع تظهر فيه صورة لطائرة من إنتاج شركة فارمان الفرنسية.        |                     |                         |                            | 50 درهما           | 60 * 29 ملم |
| 3 | 1968-12-21    | طابع تظهر فيه صورة لطائرة فيكرز فيمي البريطانية.                |                     |                         |                            | ريال واحد          | 60 * 29 ملم |
| 4 | 1968-12-21    | طابع تظهر فيه صورة لطائرة سوبرمارين سبتفاير الحربية البريطانية. |                     |                         |                            | ريال وربع الريال   | 60 * 29 ملم |
| 5 | 1968-12-21    | طابع تظهر فيه صورة لطائرة من إنتاج شركة يونكرز الألمانية.       |                     |                         |                            | ريال ونصف الريال   | 60 * 29 ملم |
| 6 | 1968-12-21    | طابع تظهر فيه صورة لطائرة من إنتاج شركة فوكر الهولندية.         |                     |                         |                            | ريالان             | 60 * 29 ملم |
| 7 | 1968-12-21    | طابع تظهر فيه صورة لطائرة الركاب الأمريكية دوغلاس دي سي-4.      |                     |                         |                            | ريالان ونصف الريال | 60 * 29 ملم |
| 8 | 1968-12-21    | طابع تظهر فيه صورة لطائرة أفرو فولكان الحربية البريطانية.       |                     |                         |                            | 3 ريالات           | 60 * 29 ملم |
| 9 | 1968-12-21    | طابع تظهر فيه صورة لطائرة الركاب الأمريكية بوينغ 707.           |                     |                         |                            | 5 ريالات           | 60 * 29 ملم |

### الطوابع الذهبية
وقد ضم أربع طوابع مع بطاقة.
| # | تاريخ الإصدار | الوصف | صورة الإصدار المخرم | صورة الإصدار غير المخرم | القيمة   | الأبعاد     |
| - | ------------- | --- | ------------------- | ----------------------- | -------- | ----------- |
| 1 | 1968          | طابع بلون ذهبي تظهر فيه صورة رياضي يمارس رياضة التزلج الريفي.                                                                      |                     |                         | 3 ريالات | 38 * 51 ملم |
| 2 | 1968          | طابع بلون ذهبي تظهر فيه صورة رياضة رمي الجلة.                                                                                      |                     |                         | 4 ريالات | 43 * 43 ملم |
| 3 | 1968          | طابع بلون ذهبي تظهر فيه صورة رياضة سباق الحواجز مُوشّح بعبارة "GOLD MEDAL WINNER / WILLIE DAVENPORT - USA / 110-METER HIGH HURDLES". |                     |                         | 5 ريالات | 43 * 43 ملم |
| 4 | 1968          | طابع بلون ذهبي تظهر فيه صورة رياضة كرة السلة مُوشّح بعبارة "GOLD MEDAL WINNER / UNITED STATES TEAM / BASKETBALL".                    |                     |                         | 3 ريالات | غير معروف   |